# Dušan Devečka
Dušan Devečka (ur. 13 sierpnia 1980 w Liptowskim Mikułaszu) – słowacki hokeista.

## Kariera

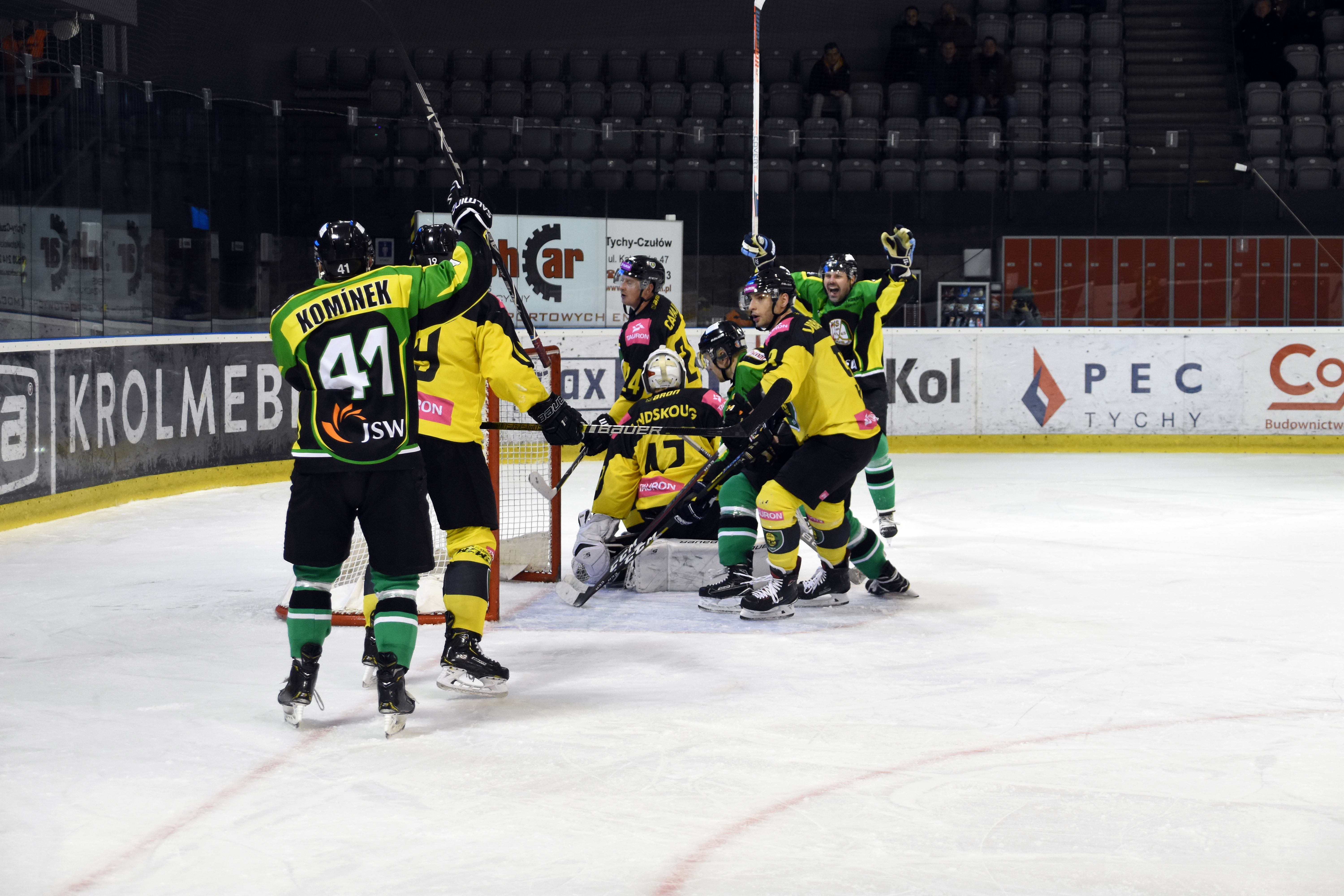
Dušan Devečka (drugi z lewej w żółtej koszulce z nr 19) w barwach GKS Katowice w 2018

- HK 32 Liptovský Mikuláš U18 (1995-1996)
- HK 32 Liptovský Mikuláš U20 (1996-2000)
- HK 32 Liptovský Mikuláš (1996-2004)
- HK ŠKP Poprad (2003/2004)
- HC Dukla Jihlava (2004-2005)
- HK 32 Liptovský Mikuláš (2005-2006)
- Slovan Bratysława (2006-2009)
- MHk 32 Liptovský Mikuláš (2009-2010)
- MsHK Žilina (2010-2013)
- HK Poprad (2013)
- Arłan Kokczetaw (2013-2016)
- EHC Lustenau (2016-2017)
- MHk 32 Liptovský Mikuláš (2017)
- GKS Katowice (2017-2020)

Wychowanek klubu w rodzinnym Liptowskim Mikułasz. Przez lata grał w klubach ze słowackiej ekstraligi. Ponadto przez sezon reprezentował Duklę Jihlava w czeskiej ekstralidze. Od 2013 przez trzy sezony był zawodnikiem drużyny Arłan Kokczetaw w lidze kazachskiej. W lipcu 2016 przeszedł do austriackiego zespołu EHC Lustenau w rozgrywkach Alps Hockey League. Sezon 2017/2018 po raz kolejny rozpoczął w macierzystym Liptowskim Mikułaszu, a w listopadzie 2017 został zaangażowany przez GKS Katowice w Polskiej Hokej Lidze. Tam przedłużał kontrakt w kwietniu 2018 i w czerwcu 2019. W połowie 2020 poinformowano, że z uwagi na przyczyny natury kadiologicznej przerwał karierę, aczkolwiek pozostał w klubie obejmując funkcję trenerską zajęć z obrońcami zespołu GKS.
W barwach Słowacji uczestniczył w turniejach mistrzostw Europy juniorów do lat 18 edycji 1997, 1998, mistrzostw świata juniorów do lat 20 edycji 2000, zimowej uniwersjady edycji 2001.

## Sukcesy
Reprezentacyjne
- Złoty medal zimowej uniwersjady: 2001

Klubowe
- Złoty medal mistrzostw Słowacji: 2007, 2008 ze Slovanem Bratysława
- Brązowy medal mistrzostw Słowacji: 2009 ze Slovanem Bratysława
- Srebrny medal mistrzostw Kazachstanu: 2014, 2015, 2016 z Arłanem Kokczetaw
- Srebrny medal mistrzostw Polski: 2018 z GKS Katowice
- Brązowy medal mistrzostw Polski: 2019, 2020 (uznaniowo) z GKS Katowice
- Trzecie miejsce w Pucharze Kontynentalnym: 2019 z GKS Katowice